# 清水理沙
清水 理沙（しみず りさ、1988年9月9日 - ）は、日本の女優、声優。アクセント所属。

## 経歴
神奈川県出身。国立音楽大学演奏学科声楽専修卒業。
生後10ヶ月のときに「赤ちゃんのモデルをやりませんか？」とスカウトされたのが、芸能界に入ったきっかけ。物心ついたときにはスチール撮影も行っていた。
4歳の頃に両親の影響で、劇団ひまわりに入団。その後は子役として時代劇や舞台を中心に活動していたが、1999年に『ライオン・キング2 シンバズ・プライド』の吹き替えに参加し、声優活動も行うようになった。
『神撃のバハムート GENESIS』ではエンディングテーマの作詞と歌、サスシンバルとウィンドチャイムの演奏も担当した。
2021年に死去した神田沙也加から、『アナと雪の女王』のアナ役を『ディズニー・オン・アイス』2022年公演より引き継いでいる。

## 人物
趣味は歌舞伎鑑賞。特技はピアノ、パーカッション、歌、ダンス、長唄三味線。
矢野顕子と戸田恵子の大ファン。戸田恵子に関しては子供の頃から憧れており、芝居や普段の仕草を全部真似するほど観察していた。

## 出演
太字はメインキャラクター。

### テレビアニメ
2001年
- サイボーグ009 平成版（姉）

2004年
- 恋風（環央子）

2007年
- ながされて藍蘭島（東方院美咲）

2008年
- ミチコとハッチン（サーシャ）

2011年
- ルパン三世 血の刻印 〜永遠のMermaid〜（美沙）

2014年
- 金色のコルダ Blue♪Sky（冥加枝織）
- 神撃のバハムート GENESIS（アーミラ）

2015年
- アクエリオンロゴス（ネスタ / 謎の女性）
- うしおととら（かがり、ハイフォン）
- コンクリート・レボルティオ〜超人幻想〜（大和右京）
- SHOW BY ROCK!!（2015年 - 2016年、アンゼリカ） - 2シリーズ
- ポケットモンスター XY（シェリル）

2016年
- ポケットモンスター サン&ムーン（2016年 - 2019年、ジョーイ、ネマシュ、ラランテス、カプ・テテフ、イーブイ、アローラペルシアン、オシャマリ→アシレーヌ）

2017年
- 鬼平（おこう、お松、女）
- 進撃の巨人（リーネ）

2018年
- 新幹線変形ロボ シンカリオン（2018年 - 2019年、速杉サクラ）
- おしりたんてい（ホシヨ）

2019年
- ほしの島のにゃんこ（ミンミン）
- PSYCHO-PASS サイコパス 3（舞子・マイヤ・ストロンスカヤ）
- ポケットモンスター（2019年 - 2023年、ジュンサー、ムウマ、スピアー、コフキムシ、フライゴン、アシレーヌ、ニドラン♀、クレセリア、アローラキュウコン 他） - 2シリーズ

2020年
- 映像研には手を出すな!（ラナの声）
- もっと!まじめにふまじめ かいけつゾロリ（2020年 - 2021年、ケントママ、シャーロット） - 2シリーズ

2021年
- SHOW BY ROCK!! STARS!!（アンゼリカ）
- 新幹線変形ロボ シンカリオンZ（速杉サクラ）

2022年
- ルパン三世 PART6（マティア）
- デリシャスパーティ♡プリキュア（2022年 - 2023年、芙羽ここね / キュアスパイシー）
- それでも歩は寄せてくる（サマンサ）

2023年
- 呪術廻戦 懐玉・玉折/渋谷事変（黒井美里）
- 川越ボーイズ・シング（日向母）

2024年
- 百千さん家のあやかし王子（偽母）
- Unnamed Memory（2024年 - 2025年、オーレリア） - 2シリーズ
- ぷにるはかわいいスライム（2024年 - 2025年、雲母麻美） - 2シリーズ

2025年
- 戦隊大失格（ユリメリダ）
- サイレント・ウィッチ 沈黙の魔女の隠しごと（シリルの母）

### 劇場アニメ
2010年代
- おぢいさんのランプ（2011年、セツ）
- とある飛空士への追憶（2011年、貴族）
- ひるね姫 〜知らないワタシの物語〜（2017年、森川イクミ）
- 劇場版ポケットモンスター みんなの物語（2018年、市長秘書）
- 劇場版 新幹線変形ロボ シンカリオン 未来からきた神速のALFA-X（2019年、速杉サクラ）

2020年代
- PSYCHO-PASS サイコパス 3 FIRST INSPECTOR（2020年、舞子・マイヤ・ストロンスカヤ）
- 映画 デリシャスパーティ♡プリキュア 夢みる♡お子さまランチ! / わたしだけのお子さまランチ（2022年、芙羽ここね / キュアスパイシー）
- 映画かいけつゾロリ ラララ♪スターたんじょう（2022年、雪女）
- 劇場版 PSYCHO-PASS サイコパス PROVIDENCE（2023年、舞子・マイヤ・ストロンスカヤ）
- 北極百貨店のコンシェルジュさん（2023年、ゴクラクインコ）

### OVA
- 聖闘士星矢 THE LOST CANVAS 冥王神話（2009年 - 2011年、マリア）
- 蒼穹のファフナー THE BEYOND（2019年、町内放送）

### Webアニメ
- ベイウォーリアーズ サイボーグ（2015年、ソラ）
- 機動戦士ガンダム Twilight AXIS（2017年、アルレット・アルマージュ[29]）
- SDガンダムワールド 三国創傑伝（2019年、貂蝉クシャトリヤ[30]）
- スター・ウォーズ: ビジョンズ「のらうさロップと緋桜お蝶」（2021年、お蝶[31]）
- ポケットモンスター 神とよばれし アルセウス（2022年、ジュンサー）
- 雪ほどきし二藍（2022年、子ども）
- 伊藤潤二『マニアック』（2023年、引摺成美[32]）

### ゲーム
2004年
- Mr.インクレディブル（ヴァイオレット・パー）

2006年
- ナルニア国物語（スーザン）

2010年
- 金色のコルダ3（謎の少女）

2011年
- The Elder Scrolls V: Skyrim

2012年
- Kinect ラッシュ: ディズニー/ピクサー アドベンチャー（ヴァイオレット・パー）
- ブレイブリーデフォルト フライングフェアリー

2013年
- ディズニー インフィニティ（2013年 - 2014年、ヴァイオレット・パー、アナ）
- ブレイブリーデフォルト フォーザ・シークウェル

2014年
- 神撃のバハムート（レジーナ、アーミラ）
- SOUL SACRIFICE DELTA（レッドフード）

2015年
- グランブルーファンタジー（2015年 - 2022年、アーミラ）

2016年
- あんさんぶるガールズ!!（曽根セイラ）
- 名探偵ピカチュウ（2016年 - 2023年、エミリア・クリスティー） - 3作品

2017年
- GRAVITY DAZE 2/重力的眩暈完結編:上層への帰還の果て、彼女の内宇宙に収斂した選択（シシィ)
- 仁王（福）

2018年
- アサシン クリード オデッセイ（カサンドラ）
- JUDGE EYES:死神の遺言（藤井真冬）

2019年
- キングダム ハーツIII（ネームレス・スター）
- SEKIRO: Shadows Die Twice（変若の御子）
- League of Legends（アルーン）

2020年
- アークナイツ（シャイニング）
- キングダム ハーツ メロディ オブ メモリー（ネームレス・スター）
- サイバーパンク2077（V〈女主人公〉）

2021年
- LOST JUDGMENT 裁かれざる記憶（藤井真冬）

2022年
- トライアングルストラテジー（エザナ・クリンカ）
- ワンダーランズ 〜タイニー・ティナと魔法の世界〜（フレッテ）
- WAR OF THE VISIONS ファイナルファンタジー ブレイブエクスヴィアス 幻影戦争（イリーザ）
- プリキュアかずあそび（2022年、キュアスパイシー）
- ニード・フォー・スピード アンバウンド（2022年、テス）

2023年
- イースX -NORDICS-（フェリア）
- 共闘ことばRPG コトダマン（黒井美里）

2024年
- ファイナルファンタジーVII リバース（イファルナ）
- Rise of the Ronin（篤姫）
- SILENT HILL 2（アンジェラ・オラスコ）

2025年
- HUNDRED LINE -最終防衛学園-
- みんなのGOLF WORLD（ユミン）

### ドラマCD
- 金色のコルダ3 SS（スクールシリーズ） IV 〜天音学園〜（2010年、冥加枝織）

### オーディオブック
- ハーモニー〔新版〕（2019年、零下堂キアン）

### 吹き替え

#### 担当女優
アリアナ・グランデ
- スクリーム・クイーンズ（ソーニャ・ヘルマン / シャネル2番）
- ビクトリアス（キャット・バレンタイン）
  - サム&キャット

- ドント・ルック・アップ（2021年、ライリー・ビーナ）

ヴァネッサ・ハジェンズ
- サンダーバード（2004年、ティンティン）
- スイッチング・プリンセス3: 思いがけないスイッチ!（2022年、ステーシー王女 / マーガレット王女 / フィオナ）
- フレンチ・ガール（2024年、ルビー・コリンズ）

エマ・ワトソン
- コロニア（レナ）
- ストーリー・オブ・マイライフ/わたしの若草物語（メグ・マーチ）
- リグレッション（アンジェラ・グレイ）

エミリア・クラーク
- ゲーム・オブ・スローンズ（デナーリス・ターガリエン）
- シークレット・インベージョン（ガイア）
- 世界一キライなあなたに（ルイーザ・クラーク）
- ドム・ヘミングウェイ（エヴリン）
- ラスト・クリスマス（ケイト）

タイッサ・ファーミガ
- 死霊館のシスター（シスター・アイリーン）
  - 死霊館のシスター 呪いの秘密

- バレー・オブ・バイオレンス（メアリー＝アン）

トーマシン・マッケンジー
- ジョジョ・ラビット（2020年、エルサ）
- オールド（2022年、16歳のマドックス）
- JOY: 奇跡が生まれたとき（2024年、ジーン・パーディ）

マヤ・ホーク
- ストレンジャー・シングス 未知の世界（2016年 - 、ロビン・バックリー）
- リベンジ・スワップ（2022年、エレノア）
- アステロイド・シティ（2023年、ジューン・ダグラス）
- マエストロ: その音楽と愛と（2023年、ジェイミー・バーンスタイン）

リリー・コリンズ
- 運命のイタズラ（妻）
- エミリー、パリへ行く（エミリー・クーパー）
- テッド・バンディ（リズ）
- トールキン 旅のはじまり（エディス・ブラット）
- Mank/マンク（リタ・アレクサンダー）

#### 映画
2000年
- クリスマス・マジック プレゼントはお天気マシーン（サム〈ブレンダ・ソング〉）

2001年
- アニー（アニー〈アリシア・モートン〉）※Disney+版
- スパイキッズシリーズ（2001年 - 2012年、カルメン・コルテス〈アレクサ・ヴェガ〉）
  - スパイキッズ
  - スパイキッズ2 失われた夢の島
  - スパイキッズ3-D:ゲームオーバー
  - スパイキッズ4D:ワールドタイム・ミッション

- ペイ・フォワード 可能の王国

2002年
- パトリオット ※ソフト版
- ホーンティング
- マイ・ブラザー・エディ（トゥルー〈クララ・ブライアント〉）
- メン・イン・ブラック2（エリザベス）※劇場公開版

2003年
- ザ・ロイヤル・テネンバウムズ（子供時代のマーゴ）

2004年
- クジラの島の少女（パイケア・アピラナ〈ケイシャ・キャッスル＝ヒューズ〉）
- ヤンヤン 夏の想い出

2005年
- ピサジ 悪霊の棲む家（ウイ〈プマワーリー・ヨートガモン〉）
- ラビリンス/魔王の迷宮（サラ〈ジェニファー・コネリー〉）※ソフト版

2006年
- アンネ・フランク(2001年)（アンネ・フランク〈ハンナ・テイラー・ゴードン〉）
- 恋の1回半ひねり（エミリー〈タラ・ペイジ〉）
- サイモン・バーチ
- ナルニア国物語/第1章:ライオンと魔女
- ミーン・ガールズ（カレン〈アヴァンティカ〉）

2007年
- ベイウォッチ（サマー・クイン〈アレクサンドラ・ダダリオ〉）

2008年
- スパイダーウィックの謎（マロリー〈サラ・ボルジャー〉）

2010年
- ヴィジット（ベッカ〈オリビア・デヨング〉）
- ゲスト（アナ〈エミリー・ブラウニング〉）

2011年
- グレッグのダメ日記（アンジー・ステッドマン〈クロエ・モレッツ〉）

2013年
- アンコール!!（エリザベス〈ジェマ・アータートン〉）
- アンナ・カレーニナ（キティ〈アリシア・ヴィキャンデル〉）
- 今日、キミに会えたら（アンナ〈フェリシティ・ジョーンズ〉）
- パラノーマル・アクティビティ4（アレックス〈キャスリン・ニュートン〉）

2014年
- ［アパートメント:143］（ケイトリン・ホワイト〈ジーア・マンテーニャ〉）
- 死霊館（クリスティン・ペロン〈ジョーイ・キング〉）
- ホビットシリーズ（シグリッド〈ペギー・ネスビット〉）
  - ホビット 竜に奪われた王国
  - ホビット 決戦のゆくえ

- MAMA（ヴィクトリア〈ミーガン・シャルパンティエ〉）
- レモニー・スニケットの世にも不幸せな物語（ヴァイオレット・ボードレール〈エミリー・ブラウニング〉）

2015年
- エンドレス・ラブ〜17歳の止められない純愛（ジェイド・バターフィールド〈ガブリエラ・ワイルド〉））
- オフロでGO!!!!! タイムマシンはジェット式2（ジル〈ギリアン・ジェイコブス〉
- ザ・ギャンブラー/熱い賭け（エイミー・フィリップス〈ブリー・ラーソン〉）
- テッド2（サマンサ・レスリー・ジャクソン〈アマンダ・サイフリッド〉）
- ノア 約束の舟（ナエル〈マディソン・ダヴェンポート〉）
- マッド・ガンズ（メアリー〈エル・ファニング〉）

2016年
- ゲルニカ（テレサ〈マリア・バルベルデ〉）
- ピッチ・パーフェクト シリーズ（2016年 - 2019年、エミリー・ジャンク〈ヘイリー・スタインフェルド〉）
  - ピッチ・パーフェクト2
  - ピッチ・パーフェクト ラストステージ

2017年
- オリエント急行殺人事件（エレナ・アンドレニ伯爵夫人〈ルーシー・ボイントン〉）
- グランド・イリュージョン 見破られたトリック（ルーラ〈リジー・キャプラン〉）
- 3人のキリスト（ベッキー〈シャーロット・ホープ〉）
- ジェム&ホログラムス（ジェム / ジェリカ〈オーブリー・ピープルズ〉）
- トリプルX:再起動（セレーナ〈ディーピカー・パードゥコーン〉）
- マイヤーウィッツ家の人々 (改訂版)（イライザ〈グレイス・ヴァン・パタン〉）
- ユニコーン・ストア（キット〈ブリー・ラーソン〉）
- ラストウィーク・オブ・サマー（アリソン・ヒューイット〈ハルストン・セイジ〉）

2018年
- アポストル 復讐の掟（アンドレア〈ルーシー・ボイントン〉）
- バスターのバラード（アリス・ロングボウ〈ゾーイ・カザン〉）
- ハン・ソロ/スター・ウォーズ・ストーリー（エンフィス・ネスト〈エリン・ケリーマン〉）
- ピーターラビットシリーズ（2018年 - 2021年、フロプシー）
  - ピーターラビット ※劇場公開版
  - ピーターラビット2/バーナバスの誘惑　

- マイ・パーフェクト・ロマンス（ビビアン〈キンバリー＝スー・マーレイ〉）

2019年
- キャッツ（ディミータ〈ダニエラ・ノーマン〉）
- 名探偵ピカチュウ

2020年
- EMMA エマ（エマ・ウッドハウス〈アニャ・テイラー＝ジョイ〉）
- クラウズ〜雲の彼方へ〜（エイミー〈マディソン・アイズマン〉）
- ザ・プロム（エマ・ノーラン〈ジョー・エレン・ペルマン〉）
- セイフティ 〜最高の兄弟（ケイシー・ストーン〈コリンヌ・フォックス〉）
- ニュー・ミュータント（ダニエル・ムーンスター / ミラージュ〈ブルー・ハント〉）※Disney+版
- ノクターン（ヴィヴィアン〈マディソン・アイズマン〉）
- ファイナル・レベル エスケイプ・フロム・カンカラ（サラ〈ジェシカ・チャントラー〉）
- マジックに魅せられて（ルース・ブラッセルバック〈イザベラ・クランプ〉）

2021年
- イン・ザ・ハイツ（ニーナ〈レスリー・グレイス〉）
- グッド・ボーイズ（ハンナ〈モリー・ゴードン〉）
- コールド・クリーク/過去を持つ家（クリスティン・ティルソン〈クリステン・スチュワート〉）

2022年
- スプラッシュ（マディソン〈ダリル・ハンナ〉）※Disney+版
- スピリテッド（過去の霊〈スニータ・マニ〉）
- チャタレイ夫人の恋人（コンスタンス・チャタレイ〈エマ・コリン〉）
- ファインディング・ユー あなたに逢えてよかった（フィンリー〈ローズ・リード〉）
- ヤドリギ農場のメリークリスマス（ノリス〈シドニー・イシット・エイジャー〉）
- レスキュードッグ・ルビー（メル〈ケイラ・ザンダー〉）

2023年
- アウェアネス -超能力覚醒-（エステル〈マリア・ペドラサ〉）
- ウォンカとチョコレート工場のはじまり（バーバラ〈シャーロット・リッチー〉）
- オットーという男（ソーニャ〈レイチェル・ケラー〉）
- TAR/ター（フランチェスカ・レンティーニ〈ノエミ・メルラン〉）

2024年
- もっと遠くへ行こう。（ヘン〈シアーシャ・ローナン〉）
- アイデア・オブ・ユー 〜大人の愛が叶うまで〜（イジー〈エラ・ルービン〉）
- タロット 死を告げるカード（ヘイリー〈ハリエット・スレイター〉）
- Rez Ball/レズ・ボール（ヘザー〈ジェシカ・マッテン〉）
- ミーン・ガールズ（カレン〈アヴァンティカ〉）

2025年
- 深い谷の間に（ドラサ〈アニャ・テイラー＝ジョイ〉）
- ヒットマン（マディソン・マスターズ〈アドリア・アルホナ〉）
- ヴェンジェンス/復讐（カンザスシティ・ショウ〈ダヴ・キャメロン〉）
- ブルータリスト（エルジェーベト・トート〈フェリシティ・ジョーンズ〉）

#### ドラマ
2009年
- THE TUDORS〜背徳の王冠〜（キャサリン・ハワード〈タムジン・マーチャント〉）

2011年
- CSI:科学捜査班 シーズン10（ケイティ）
- CSI:マイアミ9（ケイリー・アンダーソン）
- 主任警部アラン・バンクス（エミリー・ライデル）
- ダークエイジ・ロマン 大聖堂（マーサ）
- ブルーブラッド 〜NYPD家族の絆〜（クロエ）
- 誘拐交渉人 ザ・ネゴシエーター ※WOWOW版

2012年
- 殺人の足跡 マーダーランド（キャリー・ウォルシュ〈ベル・パウリー〉）
- 跳べ!ロックガールズ 〜メダルへの誓い（ケイリー・クルーズ）

2013年
- エレメンタリー ホームズ&ワトソン in NY
- ゲーム・オブ・スローンズ（リコン・スターク〈アート・パーキンソン〉）

2015年
- ザ・リターン（カミール・ウィンシップ〈インディア・エネンガ〉）
- CSI:科学捜査班 シーズン15 ザ・ファイナル #14（ノラ・ウォーターズ〈マッケンナ・メルヴィン〉）
  - -最終章-（リンゼイ・ウィロウズ〈ケイティ・スティーヴンス〉）

2016年
- シャドウハンター The Mortal Instruments（クラリー・フレイ〈キャサリン・マクマナム〉）
- 僕と君と彼女の関係（イジー・シルヴァ〈プリシラ・フェア〉）
- マスケティアーズ パリの四銃士（アンヌ王妃〈アレクサンドラ・ダウリング〉）

2017
- 雲が描いた月明り（ホン・ラオン / サムノム〈キム・ユジョン〉）
- レモニー・スニケットの世にも不幸なできごと（ヴァイオレット・ヴォードレール〈マリーナ・ワイスマン〉）

2018年
- ハンドメイズ・テイル/侍女の物語（オブウォレン / ジャニーン〈マデリーン・ブルーワー〉）
- 欲望は止まらない!（パトリシア・“パティ”・ブレイデル〈デビー・ライアン〉）

2019年
- ザ・ソサエティ（アリー・プレスマン〈キャスリン・ニュートン〉）
- ジェントルマン・ジャック 紳士と呼ばれたレディ（アン・ウォーカー〈ソフィー・ランドル〉）
- 大草原の小さな家（メアリー・インガルス〈メリッサ・スー・アンダーソン〉）※NHK BSプレミアム版
- 薔薇の名前（少女〈アントニア・フォタラス〉）

2020年
- ウォーキング・デッド:ワールド・ビヨンド（ハック〈アネット・マヘンドル〉）
- カンテク〜運命の愛〜（カン・ウンボ〈チン・セヨン〉）
- スタートレック:ピカード（ソージ・アーシャ/ダージ・アーシャ〈イサ・ブリオネス〉）
- キャサリン スペイン王女の華麗なる野望（キャサリン〈シャーロット・ホープ〉）
- ドラキュラ伯爵（ミナ・マレー〈モーフィッド・クラーク〉）
- めちゃくちゃ恋するハンターズ（エイプリル・スティーブンス〈デヴォン・ヘイルズ〉）
- ブリジャートン家（フィリパ・フェザリントン〈ハリエット・ケインズ〉）

2021年
- クリック・ベイト（ピア〈ゾーイ・カザン〉）
- ダイバーズ・クラブ（アナ〈オーブリー・アイブラグ〉）
- シーシュポス: The Myth（カン・ソへ〈パク・シネ〉）
- セックス・エデュケーション シーズン3（ホープ〈ジェマイマ・カーク〉）
- セックス/ライフ
- メイドの手帖（アレックス〈マーガレット・クアリー〉）
- ホイール・オブ・タイム（エグウェーン・アル＝ヴィ〈マデリーン・マッデン〉）

2022年　
- ロード・オブ・ザ・リング:力の指輪（エアリエン〈エマ・ホーヴァス〉）
- 恋慕（ソウン〈ペ・ユンギョン〉）
- ザ・クエスト エヴァレルムの勇者たち（ミラ〈エミリー・ゲートリー〉）
- きみがぼくを見つけた日（アネット・デタンブル〈ケイト・シーゲル〉）
- ロング・ナイト 沈黙的真相 #2（ウー・アイコー）

2023年
- ふつうの人々（マリアン〈デイジー・エドガー＝ジョーンズ〉）
- I AM 私の分岐点 シーズン2 #2（ナタリー〈シモーナ・ブラウン〉）
- パワー（ジョス・クリアリー・ロペス〈アウリイ・クラヴァーリョ〉）
- 愛だと言って（シム・ウジュ〈イ・ソンギョン〉）
- エクストラポレーションズ: すぐそこにある未来 #3（アラナ・ゴールドブラット〈ネスカ・ローズ〉）
- ミレニアル・ガールズ〜ロンドン無計画ライフ〜（ネル〈マルリ・シウ〉）
- アストリッドとラファエル 文書係の事件録 シーズン2 #4（ポーリーヌ・フォヴェル〈イングリッド・ジュヴヌトン〉）

2024年
- 推定無罪（キャロリン〈レナーテ・レインスヴェ〉）
- シリアルキラーの妻（ジュールズ〈モルガナ・ロビンソン〉）
- コンコルディア/Concordia（エロディ〈アルバ・ガイア・クラゲード・ベルージ〉）
- クルーエル・インテンションズ（アニー〈サバンナ・リー・スミス〉）

2025年
- アガサ・クリスティー 殺人は容易だ（ブリジット・コンウェイ〈モーフィッド・クラーク〉）
- オーレ殺人事件（ハンナ・アーランダー〈カーラ・セーエン〉）
- ブラック・ミラー シーズン7 #3（クララ〈エマ・コリン〉）
- マトロック #5（カティア〈アンドラ・ネキタ〉）
- ガバメント・チーズ #3（イーディス〈スニータ・マニ〉）
- フォー・シーズンズ（ジニー〈エリカ・ヘニングセン〉）

#### アニメ
- アドベンチャー・タイム（ブリージー）
- インサイド・ヘッド2（ヴァレンティナ[87]）
- 陰謀論のオシゴト（レーガン・リドリー[88]）
- コウノトリ大作戦!（チューリップ）
- サハラ（エヴァ）
- ザ・ペンギンズ from マダガスカル（フランシス・アルベルタ）
- サンダーバード ARE GO（ペネロープ・クレイトン＝ワード）
- シークレット・レベル #6（パック）
- ジャングル・ブック2（シャンティ）※ディズニー・チャンネル版
- スター・ウォーズ: ビジョンズ（お蝶）
- スーパーキティ（ジャジャ）
- チャーリーのゆかいな大冒険（青のシリ）
- ディーとなかまのオズの国（ウェスティン）
- トロールズ（ポピー）
  - トロールズ みんなのハッピーホリデー!
  - トロールズ: シング・ダンス・ハグ![89]
  - トロールズ ホリデー・ハーモニー[90]
  - トロールズ バンド・トゥゲザー[91]
- ニコ 〜光の剣を持つ戦士〜（リラ[92]）
- 白蛇2: 青蛇興起（白）
- ハズビン・ホテル（チャーリー・モーニングスター）
- パラノーマン ブライス・ホローの謎（アギー[93]）
- ピーター・パン2 ネバーランドの秘密
- ピクシー・ホロウ・ゲームズ 妖精たちの祭典（ライラック）
- ヒューマン・リソース・モンスターズ（クラウディア）
- フェルディナンド（ウーナ）
- ブリッピーのおしごとチャレンジ!（ミーカ）
- へそまがり昔話（白雪姫[94]）
- ボス・ベイビー（三つ子の母[95]）
- ムークのせかいりょこう（OPテーマ曲）
- ライオン・キング2 シンバズ・プライド（ビタニの幼少時代）
- リセス 〜ぼくらの休み時間〜（アシュリー・アームブラスター）
  - リセス 〜ぼくらの夏休みを守れ!〜
- リドリー・ジョーンズの冒険（イズメット）
- リトル・レッド2 〜ヘンゼルとグレーテル誘拐事件!?〜（レッド）
- ルビー・ギルマン、ティーンエイジ・クラーケン（ブリス）
- ロード・オブ・ザ・リング/ローハンの戦い（幼いヘラ[96]）
- ワンス・アポン・ア・スタジオ -100年の思い出-（アナ）

### ラジオ
※インターネット配信。
- 堀内賢雄の鬼平ラジオ（2017年、アニメ公式サイト※）
- 清水理沙と中務貴幸の声優研究所（2024年 - 、ラジオフチューズ）

### テレビドラマ
- 竜馬におまかせ!（1996年、NTV）
- 時代劇スペシャル「徳川の女」（TX） - 亀姫
- ちょっとdタイム希望家の人々（リサ）
- 大河ドラマ「篤姫」#15（2008年、NHK） - 若女中

### 舞台
- 赤毛のアン（ジョシー・パイ）
- 空色勾玉（照日王）
- 秘密の花園（メドロック夫人）
- 星の王子さま（ヘビ、トゲのある花）
- 銀河鉄道の夜（車掌、ジョバンニの母）
- カラフル企画Vol.2「そのときがきたら 〜映画監督山中貞雄の青春〜」
- カラフル企画Vol.3「めぐりあうとき」
- マスクプレイミュージカル『デリシャスパーティ♡プリキュア ドリームステージ』（2022年、芙羽ここね / キュアスパイシー、声の出演[97]）
- 朗読劇 珈琲店タレーランの事件簿※動画配信（2023年、切間美星[98]）
- 朗読劇 私の頭の中の消しゴム 14th Letter（2023年4月29日） - 薫 役
- ディズニー・オン・アイス（アナ〈2代目〉）

### その他コンテンツ
- パチンコ『P SHOW BY ROCK!!』（2019年、アンゼリカ）
- シャープ「COCORO VOICE」ホットクック・ヘルシオ用カスタムボイス（2022年、芙羽ここね / キュアスパイシー[99]）

## ディスコグラフィ

### キャラクターソング
| 発売日   | 商品名                                                                        | 歌 | 楽曲                                                              | 備考                                                |
| 2016年   | 2016年                                                                        | 2016年 | 2016年                                                            | 2016年                                              |
| -------- | ----------------------------------------------------------------------------- | --- | ----------------------------------------------------------------- | --------------------------------------------------- |
| 5月18日  | 『うしおととら』キャラクターソングス                                          | かがり（清水理沙）                                                                                                   | 「終わりない道」                                                  | テレビアニメ『うしおととら』関連曲                  |
| 12月21日 | れっつめいく☆あんさんぶる!                                                    | 曽根セイラ（清水理沙）、黒森すず（小松未可子）、月永るか（潘めぐみ）、藤猪しずく（金元寿子）                         | 「聖ナルカナ、黒キ月ノ雫」                                        | ゲーム『あんさんぶるガールズ!!』関連曲              |
| 2022年   |                                                                               | |                                                                   |                                                     |
| 7月20日  | デリシャスパーティ♡プリキュア ボーカルアルバム 〜Welcome to Delicious Party〜 | 芙羽ここね（清水理沙）                                                                                               | 「あなたとTea party」                                             | テレビアニメ『デリシャスパーティ♡プリキュア』関連曲 |
| 7月20日  | デリシャスパーティ♡プリキュア ボーカルアルバム 〜Welcome to Delicious Party〜 | キュアプレシャス（菱川花菜）、キュアスパイシー（清水理沙）、キュアヤムヤム（井口裕香）、キュアフィナーレ（茅野愛衣） | 「キズナ♡スペシャリティ」                                         | テレビアニメ『デリシャスパーティ♡プリキュア』関連曲 |
| 2023年   |                                                                               | |                                                                   |                                                     |
| 2月1日   | デリシャスパーティ♡プリキュア ボーカルベスト 〜Delicious Ambitious!〜         | キュアプレシャス（菱川花菜）、キュアスパイシー（清水理沙）、キュアヤムヤム（井口裕香）、キュアフィナーレ（茅野愛衣） | 「Cheers!デリシャスパーティ♡プリキュア 〜Precure Quartet Ver.〜」 | テレビアニメ『デリシャスパーティ♡プリキュア』関連曲 |

### その他参加楽曲
| 発売日  | 商品名                                         | 歌       | 楽曲              | 備考                                                       |
| 2015年  | 2015年                                         | 2015年   | 2015年            | 2015年                                                     |
| ------- | ---------------------------------------------- | -------- | ----------------- | ---------------------------------------------------------- |
| 1月28日 | 神撃のバハムート GENESIS 第1巻初回限定版特典CD | 清水理沙 | 「Promised Land」 | テレビアニメ『神撃のバハムート GENESIS』エンディングテーマ |

## ライブ

### 合同ライブ
| 出演日        | タイトル                            | 会場         |
| ------------- | ----------------------------------- | ------------ |
| 2024年1月20日 | 全プリキュア 20th Anniversary LIVE! | 横浜アリーナ |

### シリーズ一覧
1. ↑  第1期（2015年）、第2期『#』（2016年）
2. ↑  『ポケットモンスター』（2019年 - 2022年）、『めざせポケモンマスター』（2023年）
3. ↑  第1シリーズ（2020年）、第2シリーズ（2021年）
4. ↑  第1期（2024年）、第2期『Act.2』（2025年）
5. ↑  第1期（2024年）、第2期（2025年）
6. ↑  『名探偵ピカチュウ 〜新コンビ誕生〜』（2016年）、『名探偵ピカチュウ』（2018年）、『帰ってきた 名探偵ピカチュウ』（2023年）